# 塞瓦斯蒂安·胡拉多
塞瓦斯蒂安·胡拉多（西班牙語：Sebastián Jurado，1997年9月28日—），墨西哥男子足球运动员，司职守门员。他曾代表墨西哥国奥队参加2020年夏季奥林匹克运动会足球比赛，获得一枚铜牌。